# Carex clivorum
Espèce
Classification phylogénétique
Carex clivorum est une espèce des plantes du genre Carex et de la famille des Cyperaceae.